# Guernsey (Wyoming)
Guernsey – miasto w Stanach Zjednoczonych, w stanie Wyoming, w hrabstwie Platte.